# Caspar Markdanner
Caspar Markdanner (1533-1618) var en dansk herremand og lensmand. Kendt blandt andet for hans tid som lensmand på Koldinghus, hvor han udsendte Danmarks første brandforordning og fik genrejst den store Jellingsten. Ifølge et gammelt sagn uægte kongesøn.

## Liv og karriere
Hans herkomst kendes ikke, fra hans ligprædiken vides dog at han kom fra fromme ærlige forældre, sagnet fortæller dog, at han var uægte søn af Christian 3. og en skomagerdatter fra landsbyen Andst ved Kolding. Det meget usikre sagn er understøttet af Caspar Markdanners uomtvistelige interesse og omsorg for Andst Kirke.
Sikkert er, at han ikke var født adelig, men kom fra et hjem med huslærer til ham til hans 12. år. Han kom i skole i Roskilde og herfra til Hamborg. I de næste 25 år opholdt han sig i flere europæiske lande, Frankrig, Spanien, Italien og Østrig, hvor han gjorde krigstjeneste. I Østrig kom han til det kejserlige hof og blev her adlet i 1571.
Den danske rigshofmester Peder Oxe opfordrede ham til at vende hjem til fædrelandet, hvilket han gjorde i 1574 og fik ansættelse ved hoffet. Han var først fanejunker, avancerede til køgemester, hvorefter han i 1585 af kong Frederik 2. blev gjort til lensmand på Koldinghus, en post, han bestred gennem de næste 32 år.
Som lensmand fik han i 1586 udgravet og opstillet den store Jellingsten udenfor Jelling kirke. Det var Markdanner der efter en stor brand i Kolding forsøgte at forhindre nye brande ved at oprette et moderne brandvæsen og systematisk sørge for at få fejet byens skorstene, som på denne tid var en stor brandfælde. Den første brandforordning i Danmark blev udstedt af Caspar Markdanner: Så snart stormklokken lød som advarsel om brand, skulle borgmestrene og rådmændene straks være klar og lede slukningsarbejdet.Hvis de ikke deltog blev de straffet.
Han har sat sit præg på Andst Kirke: Han har bygget tårnet og sammen med præsten Jon Jensen Kolding udstyret kirken med prædikestol og loft. I Andst Kirke hænger en tavle, hvis latinske tekst forfattet af Jon Jensen Kolding berømmer Caspar Markdanner, og på prædikestolens lydhimmel sidder hans adelige våben. Også Sankt Nicolai Kirke i Kolding har også fået sit alter og prædikestole skænket af Markdanner.

### Familie og død
I 1577 havde kongen skænket ham herregården Rønningesøgård på Fyn, hvor Caspar fik østfløjen opført, og 60 år gammel forøgede han sit gods med Vejlegård på Fyn ved at gifte sig med den 15-årige Sophie Oldeland.
Caspar Markdanner døde som 85-årig i 1618. Hans søn Frederik Casparsen Markdanner overtog Rønningesøgård på Fyn, den forbliver i slægten frem til slutningen af 1600'tallet.